# Rannersdorf (Waldmünchen)
Rannersdorf ist ein Ortsteil der Stadt Waldmünchen im Landkreis Cham des Regierungsbezirks Oberpfalz im Freistaat Bayern.

## Geografie

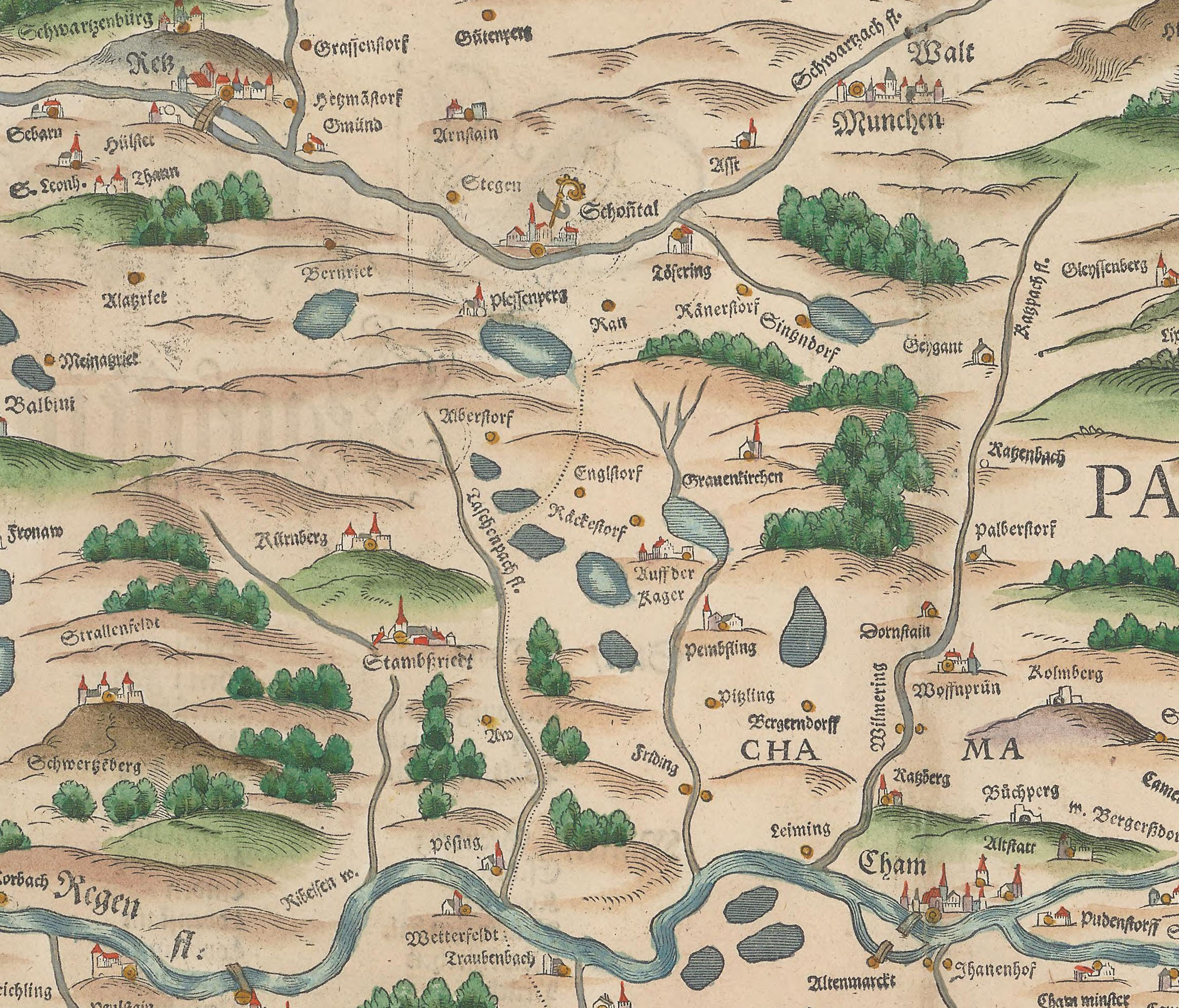
Rannersdorf (Ränerstorf) auf der Apian-Karte von 1568

Rannersdorf liegt 1,3 Kilometer nordwestlich der Bahnstrecke Cham–Waldmünchen und der parallel zur Bahnlinie verlaufenden Staatsstraße 2146, 4,5 Kilometer südwestlich von Waldmünchen und 7,6 Kilometer südwestlich der tschechischen Grenze.

## Geschichte
Rannersdorf (auch: Reinoltstorf, Raynersdorff, Reinersdorff, Rainnerstorf, Rännerstorf, Ränerstorf, Ränestorf) gehört zu den -dorf-Orten. Die Ortsnamenforschung kennzeichnet die auf -dorf endenden Ortsnamen als Gründungen aus dem 9. bis 12. Jahrhundert. Solche Ortsnamen treten in der Umgebung von Waldmünchen gehäuft auf.
Rannersdorf wurde im Herzogsurbar des Wittelsbacher Heinrich XIII. aus dem Jahr 1301 erwähnt. Im 14. Jahrhundert gehörten die Warberger zu den Leonberger Vasallen. 1305 erbaten Rudgerus de Wartperch und seine Neffen von Bischof Konrad von Regensburg die Erlaubnis, ihre Zehnten in Rannersdorf an das Kloster Schönthal zu übereignen. Dies wurde in einer Urkunde von 1315 aufgezeichnet. 1417 schenkten Ruger, Bablikh und Vlrich Warperger den Zehnt zu Rannersdorf an das Kloster Schönthal gegen eine Grablege in der Klosterkirche. Rannersdorf wurde im Verzeichnis der Erträge des Klosters Schönthal von 1429 aufgeführt. 1487 verkauften Ulrich von Waldau und seine Söhne ihre Güter in Rannersdorf an Sebastian Pflug.
1563 hatte Rannersdorf 13 Mannschaften. 1588 gab es in Rannersdorf 5 Höfe, 5 Güter, 3 Sölden. 1630 wurden für Rannersdorf 5 Höfe, 3 Güter, 3 Sölden, 1 Gütl mit Tafern, 1 Schmiede und 8 Inwohner aufgeführt. 1703 gab es in Rannersdorf 5 Höfe, 4 Güter, 4 Sölden. 1808 hatte die Ortschaft 14 Anwesen, eine Tafern, eine Schmiede und ein Hüthaus.
1808 wurde die Verordnung über das allgemeine Steuerprovisorium erlassen. Mit ihr wurde das Steuerwesen in Bayern neu geordnet und es wurden Steuerdistrikte gebildet. Dabei wurde Rannersdorf Steuerdistrikt. Der Steuerdistrikt Rannersdorf bestand aus den Dörfern Rannersdorf und Zillendorf und den Einöden Lampachshof und Lodischhof.
1820 wurden im Landgericht Waldmünchen Ruralgemeinden gebildet. Dabei wurde Rannersdorf Ruralgemeinde. Zur Ruralgemeinde Rannersdorf gehörte neben Rannersdorf mit 20 Familien die Einöde Lampachshof mit 1 Familie.
1830 wurde die selbständige Gemeinde Zillendorf, bestehend aus Zillendorf mit 17 Familien und Lodischhof mit 2 Familien, mit der Gemeinde Rannersdorf vereinigt. Im Jahr 1900 kam die Bahnstation Zillendorf hinzu. 1972 wurde die Gemeinde Rannersdorf aufgelöst und in die Gemeinde Geigant eingegliedert, welche dann 1978 in Waldmünchen aufging.
Rannersdorf gehört zur Pfarrei Ast. 1997 hatte Rannersdorf 50 Katholiken.

## Einwohnerentwicklung ab 1820
| Jahr | Einwohner   | Gebäude |
| ---- | ----------- | ------- |
| 1820 | 20 Familien | k. A.   |
| 1838 | 121         | 16      |
| 1861 | 112         | 40      |
| 1871 | 100         | 68      |
| 1885 | 107         | 18      |
| 1900 | 88          | 16      |
| 1913 | 88          | 15      |

| Jahr | Einwohner | Gebäude |
| ---- | --------- | ------- |
| 1925 | 60        | 10      |
| 1950 | 99        | 14      |
| 1961 | 80        | 15      |
| 1970 | 80        | k. A.   |
| 1987 | 56        | 13      |
| 2011 | 48        | k. A.   |

## Bodendenkmäler
Westlich von Rannersdorf befinden sich zwei als Bodendenkmal ausgezeichnete spätpaläolithische und mesolithische Freilandstationen mit den Denkmalnummern D-3-6641-0055 und D-3-6641-0163.